# Ентуфаш
Етуфа́ш — невеликий піщаний острів в Червоному морі в архіпелазі Дахлак, належить Еритреї, адміністративно відноситься до району Дахлак регіону Семіен-Кей-Бахрі.

## Географія
Розташований на південний захід острова Умм-ес-Сейль. Має округлу форму діаметром 530 м. Острів з півночі облямований кораловими рифами.